# Robsonella fontaniana
Espèce
Synonymes
- Joubinia fontaniana d'Orbigny, 1834[1]
- Octopus fontanianus d'Orbigny, 1834[1]

Callistoctopus ornatus est une espèce d'octopodes de la famille des Octopodidae.

## Habitat et répartition
Cette espèce est présente dans les eaux de l'hémisphère sud.

## Liste des sous-espèces
Selon World Register of Marine Species (21 mai 2016) :
- sous-espèce Robsonella fontaniana africana (Robson, 1929)